# Le Grand-Lucé
Le Grand-Lucé település Franciaországban, Sarthe megyében. Lakosainak száma 1941 fő (2022. január 1.). Le Grand-Lucé Parigné-l’Évêque, Villaines-sous-Lucé, Montreuil-le-Henri, Saint-Vincent-du-Lorouër, Pruillé-l’Éguillé, Challes és Courdemanche községekkel határos.

## Népesség
A település népességének változása:
| Lakosok száma | 1935 | 1917 | 1946 | 1923 | 1926 | 1926 | 1927 | 1932 | 1941 |
|               | 2013 | 2015 | 2016 | 2017 | 2018 | 2019 | 2020 | 2021 | 2022 |